# 藤本房子
藤本 房子（ふじもと ふさこ、 1950年〈昭和25年〉5月2日 - ）は、日本の歌手。東京都出身。ウッドペッカーの元メンバー。

## 略歴
フォークソングのグループであるウッドペッカーのメンバーとして、1970年（昭和45年）にデビュー。
解散後は、1970年代から1990年代にかけて数多くのアニメ主題歌やコマーシャルソングを歌い、CMソングの女王とも呼ばれた。「フーコ」名義では『ひらけ!ポンキッキ』の楽曲も歌っている。
その一方、1980年代からコーラス担当として、楠瀬誠志郎、陣内大蔵、松田聖子、原田知世、遊佐未森らのツアーに参加。遊佐未森コンサートには、1989年（平成元年）から1996年（平成8年）、1998年（平成10年）から1999年（平成11年）、2003年（平成15年）に参加した。
かわいらしいハイトーンの歌声から、さらに1オクターブ高く転換するところが特徴的で、独特のしゃくり、ビブラート、歌詞の1フレーズを際立たせるキメも特徴である。

## 主な楽曲

### アニメ・児童向け番組
- ゴクロウサン（1976年、『みんなのうた』）
- おれは鉄兵（1977年、アニメ『おれは鉄兵』オープニング曲）
- カニさんカニさん（1977年、アニメ『おれは鉄兵』エンディング曲）
- ロボットガンちゃん110番 （1977年、特撮ドラマ『ロボット110番』オープニング曲）
- バッテンパンチの唄（1977年、特撮ドラマ『ロボット110番』エンディング曲）
- おいらはスペース・ドッグ（1978年、『ワンツージャンプ!』）
- ごてんばあさん（1979年、テレビ静岡イメージソング）
- サンデーパパ （1979年5月、『ひらけ!ポンキッキ』）[注釈 1] キャニオン・レコード - CX-117
- つんつるてん（1979年11月、『ひらけ!ポンキッキ』）[注釈 1] キャニオン・レコード - CX-119
- ゆかいな仲間たち（1981年、『アニメ親子劇場』エンディング曲）
- パタリロ!（1982年、アニメ『パタリロ![注釈 2]』オープニング曲）
- トンデラハウスの大冒険（1982年、アニメ『トンデラハウスの大冒険』オープニング曲）
- われないタマゴ（1984年、『みんなのうた』）

### CMソング
- 明治製菓「ピッコロチョコレート」[注釈 3]
- 森永製菓「ピッツェル」（1976年）
- 日本ハム「ウイニー」（1976年）
- 石丸電気
- 東ハト「ポテコ」
- カルビー「ポテトチップス」[注釈 4]
- サントリー「オレンジ50」[注釈 5]
- 味覚糖「さくらんぼの詩」「なないろ」
- カルピス「白い少女」
- カバヤ「マスカットキャンディー」「ジューC」
- 加ト吉「ソフトえびフライ」「海老コロッケ」「あんまん」
- 三和シヤッター
- 日本広告審査機構「JAROって、なんジャロ」
- カゴメ「トマトケチャップ」
- ツカサ都心開発「ウィークリーマンション」[注釈 4]
- 大正製薬「パブロン」「ワイパアエースゾル」
- 中外製薬「グロンサン」
- 大日本除虫菊「金鳥マット」「キンチョール」
- 布亀「ヒヨコのヒヨコッコ」[注釈 6]
- ビッグ富士
- テレビ新広島「TSS味なプレゼント」
- タカラブネ[注釈 4]
- 登喜和冷凍食品「鶴羽二重こうや豆腐」
- ビオフェルミン製薬「新ビオフェルミン」[注釈 4]
- 丸辰「ビタミンちくわ」
- 富士タクシーグループ
- ミエライス
- 津サンバレー
- マルショクとサンリブの店内ソング
- シジシージャパン - CGC加盟店の店内ソング
- カスミ「カスミは大きなお弁当箱」（2011年） - 店内ソング
- 鴨川シーワールド「ベルーガ」[注釈 7]
- 焼肉なべしま[3]
- 白元「ホッカイロ」[注釈 4]
- 石井食品「イシイのタマゴにべんり[注釈 8]」[注釈 9]
- ロッテ「ジョイントロボフーセンガム」「ジャフィビスケット」「マザービスケット」
- サクラクレパス「サクラクーピー色鉛筆」
- 小泉産業「コイズミ学習机」
- 久光製薬「サロンパス」
- 津村順天堂「バスクリン」
- 樋屋製薬「樋屋奇応丸」
- 石垣食品「フジミネラル麦茶」（1982年）

### 歌謡曲・一般曲
- お湯をかけたら / 米・パン大戦争（1976年）
- アババのバ / それでも地球は…（1977年）
- うちのお父さん / ゴクロウサン（1977年）[注釈 10]
- 私言います親孝行。 / 花のCMガール（1977年）
- 返してタンゴ / カマトト月夜（1977年）
- 世の中まったくわからない / ハンタイの唄（1977年）
- あの子はキティ / ハローキティ（1977年）[注釈 11] サンリオ・レコード - KTS-20001
- ちびっこ音頭 / 来年もくるよ（1979年）[注釈 12] 日本クラウン - CW-1863
- ドラドラロックンロール（1982年、中日ドラゴンズ応援番組『週刊ドラドラ生放送』オープニング曲）

## 出演

### バラエティ
- TVおじゃマンボウ（2004年12月18日、日本テレビ系列）
- てゲてゲ（2018年4月11日、MBC南日本放送）[注釈 13]